# 국립노화연구소
국립노화연구소(National Institute on Aging)은 미국 국립보건원(NIH)의 산하기관이다.

## 역사
미국 국립보건원(NIH)은 베세즈다에 있다. 산하기관인 국립노화연구소(NIA)는 메릴랜드주 볼티모어에 있다.

## 연구
2018년 9월 6일, 미 국립보건원 산하 국립노화연구소(NIA) 연구팀은 국제학술지 '세포 대사'에 하루 중 공복 시간이 길면 음식 종류나 칼로리 섭취와 관계없이 건강과 장수에 도움이 된다고 밝혔다.

## 대한민국
1990년 5월 6일, 정부는 날로 심각해지고 있는 노인문제를 종합적으로 연구분석, 정책에 반영키위해 한국노인연구원(가칭)을 설립하기로 했다. 선진외국의 노인문제 연구기관으로는 지난 74년 설립된 미국의 국립노화연구원(NIA)과 지난 72년 설립된 일본의 동경 도립노인총합연구소등이 있다.
2007년, 보건복지부는 국립노화연구원을 짓기로 했다. 오송첨단의료복합단지 2만3000㎡(연건평 1만㎡) 규모 터에 연구인력 200명이 머물 수 있는 건물을 짓고 미국의 국립노화연구소(NIA)처럼 노화에 관한 연구·조사·교육훈련 기능을 수행토록 한다는 것이 복지부의 계획이다.

## 같이 보기
- 수명 연장